# Улица Академика Рево
Улица Академика Рево (укр. Вулиця Академіка Рево) — улица в Новозаводском районе города Чернигова. Пролегает от проспекта Мира до тупика. До 1981 года — Общественный переулок
Нет примыкающих улиц.

## История
Улица начала застраиваться в 1950-е годы поблизости к заводу «Октябрьский молот».
В 1981 году Общественный переулок был преобразован в улицу Академика Рево — в честь украинского советского микробиолога, академика Украинской академии сельскохозяйственных наук Михаила Васильевича Рево.

## Застройка
Улица пролегает в юго-западном направлении параллельно Общественной улице. Парная и непарная стороны улицы заняты усадебной застройкой. Непосредственно севернее застройки улицы пролегает балка, впадающая в реку Стрижень.
Учреждения: нет. 